# Rui Caçador
Rui Manuel dos Santos Caçador O M (29 de Outubro de 1953) é um treinador de futebol português.
Está ligado desde de 25 de Setembro de 1989 à Federação Portuguesa de Futebol.
Formou com Carlos Queirós, entre 1989 e 1992, período durante o qual se destaca o título de Vice-Campeão da Europa de Sub-18, na Hungria (1990), e a conquista do Campeonato do Mundo de Sub-20, em Portugal (1991).
É desde Agosto de 2007, o responsável máximo pela Selecção Nacional Sub-21.
Foi guarda redes da equipa campeã Nacional Andebol Escolar EICV-Viseu (1969/70). Como jogador efectuou carreira ao serviço do Sport Viseu e Benfica (Juvenis), do Benfica (Campeão Nacional de Juniores em 1971/72), do Académico de Viseu (de 1972 a 1974), doSport Viseu e Benfica (1974 a 1981) e ISEF (tri-Campeão Nacional Universitário).
Rui Caçador possui o Nível PROF da UEFA (IV Nível) de Treinador de Futebol e é licenciado em Educação Física (Opção Futebol), pelo Instituto Superior de Educação Física (actual Faculdade de Motricidade Humana).